# Tarariras
Tarariras è un comune dell'Uruguay, situato nel Dipartimento di Colonia.